# 241113 Zhongda
241113 Zhongda è un asteroide della fascia principale. Scoperto nel 2007, presenta un'orbita caratterizzata da un semiasse maggiore pari a 2,3500536 UA e da un'eccentricità di 0,0866891, inclinata di 7,80477° rispetto all'eclittica.